# یژی یانیتسکی
یژی یانیتسکی (انگلیسی: Jerzy Janicki؛ ۱۰ اوت ۱۹۲۸ – ۱۵ آوریل ۲۰۰۷) روزنامه‌نگار، فیلم‌نامه‌نویس و نویسنده اهل لهستان بود.
از فیلم‌ها یا مجموعه‌های تلویزیونی که وی در آن‌ها نقش داشته‌است، می‌توان به سرنوشت‌های لهستانی، ورشو، سال ۵۷۰۳،خانه، ترانه عاشقانه‌ای برای یانوشک و سه گام روی زمین اشاره نمود.
وی همچنین برندهٔ جوایزی همچون گلوریا آرتیس شده‌است.